# Beka Budżiaszwili
Beka Budżiaszwili (gruz. ბექა ბუჯიაშვილი; ur. 3 lipca 1993) – gruziński zapaśnik startujący w stylu wolnym. Zajął dwunaste miejsce na mistrzostwach świata w 2022. Brązowy medalista mistrzostw Europy w 2022. Czwarty w Pucharze Świata w 2022; siódmy w 2017 i dziewiąty w 2014. 
Trzeci na ME U-23 w 2015. Brązowy medalista MŚ juniorów w 2013 roku.